# 65. Międzynarodowy Festiwal Filmowy w Cannes
65. Międzynarodowy Festiwal Filmowy w Cannes odbył się w dniach 16−27 maja 2012 roku. Imprezę otworzył pokaz amerykańskiego filmu Kochankowie z Księżyca w reżyserii Wesa Andersona. W konkursie głównym zaprezentowane zostały 22 filmy pochodzące z 13 różnych krajów.
Jury pod przewodnictwem włoskiego reżysera Nanniego Morettiego przyznało nagrodę główną festiwalu, Złotą Palmę, austriackiemu filmowi Miłość w reżyserii Michaela Hanekego. Drugą nagrodę w konkursie głównym, Grand Prix, przyznano włoskiemu obrazowi Reality w reżyserii Matteo Garrone.
Oficjalny plakat promocyjny festiwalu przedstawiał aktorkę Marilyn Monroe i miał na celu uczczenie 50. rocznicy od jej śmierci. Galę otwarcia i zamknięcia festiwalu prowadziła francuska aktorka Bérénice Bejo.

## Członkowie jury

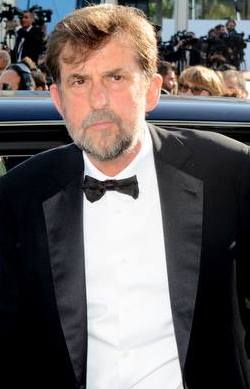
Przewodniczący jury konkursu głównego Nanni Moretti.

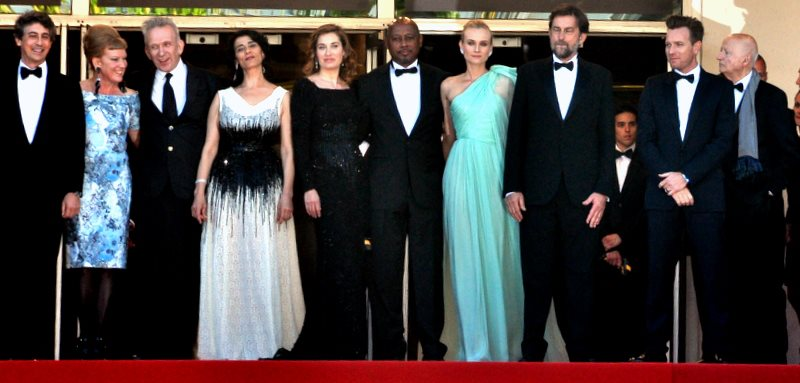
Jury konkursu głównego.

### Konkurs główny
- Nanni Moretti, włoski reżyser − przewodniczący jury[6]
- Hiam Abbass, palestyńska aktorka
- Andrea Arnold, brytyjska reżyserka
- Emmanuelle Devos, francuska aktorka
- Jean-Paul Gaultier, francuski projektant mody
- Diane Kruger, niemiecka aktorka
- Ewan McGregor, brytyjski aktor
- Alexander Payne, amerykański reżyser
- Raoul Peck, haitański reżyser

### Sekcja "Un Certain Regard"
- Tim Roth, brytyjski aktor − przewodniczący jury
- Leïla Bekhti, francuska aktorka
- Tonie Marshall, francuska reżyserka i aktorka
- Luciano Monteagudo, argentyński krytyk filmowy
- Sylvie Pras, dyrektor artystyczna MFF w La Rochelle

### Cinéfondation i filmy krótkometrażowe
- Jean-Pierre Dardenne, belgijski reżyser − przewodniczący jury
- Karim Aïnouz, brazylijski reżyser
- Emmanuel Carrère, francuski pisarz i scenarzysta
- Arsinée Khanjian, kanadyjska aktorka
- Yu Lik-wai, chiński operator filmowy

### Złota Kamera – debiuty reżyserskie
- Carlos Diegues, brazylijski reżyser − przewodniczący jury
- Michel Andrieu, francuski reżyser
- Rémy Chevrin, francuski operator filmowy
- Francis Gavelle, francuski krytyk filmowy
- Hervé Icovic, przedstawiciel organizacji FICAM
- Gloria Satta, włoska dziennikarka

## Selekcja oficjalna

### Otwarcie i zamknięcie festiwalu
|             | Tytuł                  | Reżyseria     | Kraj produkcji    |
| ----------- | ---------------------- | ------------- | ----------------- |
| Otwierający | Kochankowie z Księżyca | Wes Anderson  | Stany Zjednoczone |
| Zamykający  | Teresa Desqueyroux     | Claude Miller | Francja           |

### Konkurs główny
Następujące filmy zostały wyselekcjonowane do udziału w konkursie głównym o Złotą Palmę:
| Tytuł polski                   | Tytuł oryginalny                  | Reżyseria         | Kraj produkcji    |
| ------------------------------ | --------------------------------- | ----------------- | ----------------- |
| Miłość                         | Amour                             | Michael Haneke    | Austria           |
| Whisky dla aniołów             | The Angels' Share                 | Ken Loach         | Wielka Brytania   |
| Po bitwie                      | بعد الموقعة Baad el mawkeaa       | Yousry Nasrallah  | Egipt             |
| Cosmopolis                     | Cosmopolis                        | David Cronenberg  | Kanada            |
| W innym kraju                  | 다른 나라에서 Da-reun na-ra-e-seo | Hong Sang-soo     | Korea Południowa  |
| Smak pieniędzy                 | 돈의 맛 Donui mat                 | Im Sang-soo       | Korea Południowa  |
| Za wzgórzami                   | După dealuri                      | Cristian Mungiu   | Rumunia           |
| Holy Motors                    | Holy Motors                       | Leos Carax        | Francja           |
| Polowanie                      | Jagten                            | Thomas Vinterberg | Dania             |
| Zabić, jak to łatwo powiedzieć | Killing Them Softly               | Andrew Dominik    | Stany Zjednoczone |
| Gangster                       | Lawless                           | John Hillcoat     | Stany Zjednoczone |
| Jak zakochani                  | Like Someone in Love              | Abbas Kiarostami  | Japonia           |
| Kochankowie z Księżyca         | Moonrise Kingdom                  | Wes Anderson      | Stany Zjednoczone |
| Uciekinier                     | Mud                               | Jeff Nichols      | Stany Zjednoczone |
| W drodze                       | On the Road                       | Walter Salles     | Stany Zjednoczone |
| Pokusa                         | The Paperboy                      | Lee Daniels       | Stany Zjednoczone |
| Raj: miłość                    | Paradies: Liebe                   | Ulrich Seidl      | Austria           |
| Post tenebras lux              | Post Tenebras Lux                 | Carlos Reygadas   | Meksyk            |
| Reality                        | Reality                           | Matteo Garrone    | Włochy            |
| Z krwi i kości                 | De rouille et d'os                | Jacques Audiard   | Francja           |
| Jeszcze nic nie widzieliście   | Vous n'avez encore rien vu        | Alain Resnais     | Francja           |
| We mgle                        | В тумане W tumanie                | Siergiej Łoźnica  | Białoruś          |

### Sekcja "Un Certain Regard"
Następujące filmy zostały wyświetlone na festiwalu w ramach sekcji "Un Certain Regard":
| Tytuł polski                                  | Tytuł oryginalny                                                                   | Reżyseria                                                                                                   | Kraj produkcji       |
| --------------------------------------------- | ---------------------------------------------------------------------------------- | --- | -------------------- |
| 7 dni w Hawanie                               | 7 días en La Habana                                                                | Laurent Cantet, Benicio del Toro, Julio Medem, Gaspar Noé, Elia Suleiman, Juan Carlos Tabío i Pablo Trapero | Hiszpania            |
| 11.25: Dzień, w którym Mishima dokonał żywota | 自決の日 三島由紀夫と若者たち 11.25 jiketsu no hi: Mishima Yukio to wakamono-tachi | Kôji Wakamatsu                                                                                              | Japonia              |
| Nasze dzieci                                  | À perdre la raison                                                                 | Joachim Lafosse                                                                                             | Belgia               |
| Zaraźliwi                                     | Antiviral                                                                          | Brandon Cronenberg                                                                                          | Kanada               |
| Bestie z południowych krain                   | Beasts of the Southern Wild                                                        | Benh Zeitlin                                                                                                | Stany Zjednoczone    |
| Boskie konie                                  | Les chevaux de Dieu                                                                | Nabil Ayouch                                                                                                | Maroko               |
| Spowiedź dziecięcia wieku                     | La confession d'un enfant du siècle                                                | Sylvie Verheyde                                                                                             | Francja              |
| Pragnienie miłości                            | Después de Lucía                                                                   | Michel Franco                                                                                               | Meksyk               |
| Dzieci Sarajewa                               | Djeca                                                                              | Aida Begić                                                                                                  | Bośnia i Hercegowina |
| Biały słoń                                    | Elefante blanco                                                                    | Pablo Trapero                                                                                               | Argentyna            |
| Tajemnica                                     | 浮城谜事 Fu cheng mi shi                                                           | Lou Ye | Chiny                |
| Oddawaj fanty                                 | Gimme the Loot                                                                     | Adam Leon                                                                                                   | Stany Zjednoczone    |
| Wielkie wejście                               | Le grand soir                                                                      | Benoît Delépine i Gustave de Kervern                                                                        | Francja              |
| Na zawsze Laurence                            | Laurence Anyways                                                                   | Xavier Dolan                                                                                                | Kanada               |
| Miss Lovely                                   | Miss Lovely                                                                        | Ashim Ahluwalia                                                                                             | Indie                |
| Piroga                                        | La pirogue                                                                         | Moussa Touré                                                                                                | Senegal              |
| Plaża DC                                      | La Playa D.C.                                                                      | Juan Andrés Arango Garcia                                                                                   | Kolumbia             |
| Renoir                                        | Renoir                                                                             | Gilles Bourdos                                                                                              | Francja              |
| Student                                       | Студент Student                                                                    | Dareżan Omirbajew                                                                                           | Kazachstan           |
| Trzy światy                                   | Trois mondes                                                                       | Catherine Corsini                                                                                           | Francja              |

### Pokazy pozakonkursowe
Następujące filmy zostały wyświetlone na festiwalu w ramach pokazów pozakonkursowych:
| Tytuł polski                | Tytuł oryginalny                   | Reżyseria                                 | Kraj produkcji    |
| --------------------------- | ---------------------------------- | ----------------------------------------- | ----------------- |
| For Love's Sake             | 愛と誠 Ai to makoto                | Takashi Miike                             | Japonia           |
| Dracula 3D                  | Dracula 3D                         | Dario Argento                             | Włochy            |
| Hemingway i Gellhorn        | Hemingway & Gellhorn               | Philip Kaufman                            | Stany Zjednoczone |
| Ja i ty                     | Io e te                            | Bernardo Bertolucci                       | Włochy            |
| Madagaskar 3                | Madagascar 3: Europe's Most Wanted | Eric Darnell, Tom McGrath i Conrad Vernon | Stany Zjednoczone |
| Maniac                      | Maniac                             | Franck Halfoun                            | Stany Zjednoczone |
| The Sapphires: Muzyka duszy | The Sapphires                      | Wayne Blair                               | Australia         |
| Teresa Desqueyroux          | Thérèse Desqueyroux                | Claude Miller                             | Francja           |

### Pokazy specjalne
Następujące filmy zostały wyświetlone na festiwalu w ramach pokazów specjalnych:
| Tytuł polski                         | Tytuł oryginalny              | Reżyseria                              | Kraj produkcji    |
| ------------------------------------ | ----------------------------- | -------------------------------------- | ----------------- |
| Piątka z Central Parku               | The Central Park Five         | Ken Burns, Sarah Burns i David McMahon | Stany Zjednoczone |
| Ninja kontra naziści                 | 反抗者 Fankang zhe            | Peng Zhang Li                          | Chiny             |
| Niewidzialni homoseksualni           | Les invisibles                | Sébastien Lifshitz                     | Francja           |
| Francuski dziennik                   | Journal de France             | Raymond Depardon i Claudine Nougaret   | Francja           |
| Mekong Hotel                         | Mekong Hotel                  | Apichatpong Weerasethakul              | Tajlandia         |
| Muzyka według Antonio Carlosa Jobima | A Música Segundo Tom Jobim    | Nelson Pereira dos Santos i Dora Jobim | Brazylia          |
| Raj zaśmiecony                       | Müll im Garten Eden           | Fatih Akın                             | Niemcy            |
| Roman Polański: Moje życie           | Roman Polanski: A Film Memoir | Laurent Bouzereau                      | Wielka Brytania   |
| Przysięga Tobruku                    | Le serment de Tobrouk         | Bernard-Henri Lévy i Marc Roussel      | Francja           |
| Trashed                              | Trashed                       | Candida Brady                          | Stany Zjednoczone |
| Miasteczko Villegas                  | Villegas                      | Gonzalo Tobal                          | Argentyna         |

## Laureaci nagród

### Konkurs główny
Złota Palma

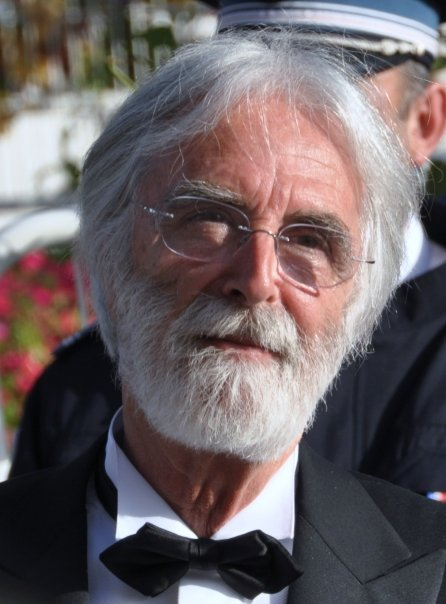
Laureat Złotej Palmy Michael Haneke.

- Miłość, reż. Michael Haneke

Grand Prix
- Reality, reż. Matteo Garrone

Nagroda Jury
- Whisky dla aniołów, reż. Ken Loach

Najlepsza reżyseria
- Carlos Reygadas − Post tenebras lux

Najlepsza aktorka
- Cristina Flutur i Cosmina Stratan − Za wzgórzami

Najlepszy aktor
- Mads Mikkelsen − Polowanie

Najlepszy scenariusz
- Cristian Mungiu − Za wzgórzami

### Sekcja "Un Certain Regard"
Nagroda Główna

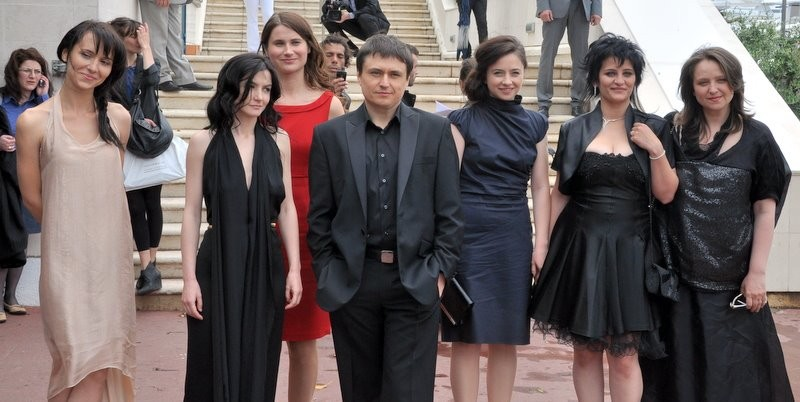
Cristian Mungiu i obsada jego filmu Za wzgórzami.

- Pragnienie miłości, reż. Michel Franco

Nagroda Specjalna Jury
- Wielkie wejście, reż. Benoît Delépine i Gustave de Kervern

Wyróżnienie Specjalne
- Dzieci Sarajewa, reż. Aida Begić

Najlepsza kreacja aktorska
- Suzanne Clément − Na zawsze Laurence
- Émilie Dequenne − Nasze dzieci

### Konkurs filmów krótkometrażowych
Złota Palma dla najlepszego filmu krótkometrażowego
- Cisza, reż. L. Rezan Yesilbas

Nagroda Cinéfondation dla najlepszej etiudy studenckiej
- I miejsce:  Droga na, reż. Taisija Igumiencewa
- II miejsce:  Abigail, reż. Matthew James Reilly
- III miejsce:  Los anfitriones, reż. Miguel Angel Moulet

### Wybrane pozostałe nagrody

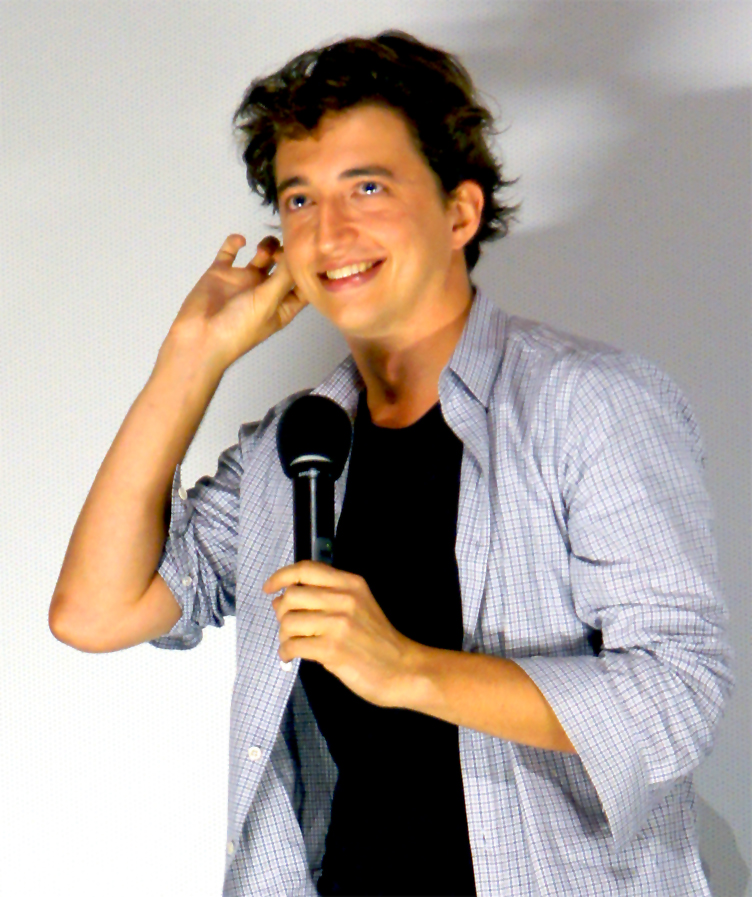
Laureat Złotej Kamery Benh Zeitlin.

Złota Kamera za najlepszy debiut reżyserski
- Bestie z południowych krain, reż. Benh Zeitlin

Nagroda Główna w sekcji "Międzynarodowy Tydzień Krytyki"
- Tu i tam, reż. Antonio Méndez Esparza

Nagroda Główna w sekcji "Quinzaine des Réalisateurs" - CICAE Award
- Nie, reż. Pablo Larraín

Nagroda Label Europa Cinemas dla najlepszego filmu europejskiego w sekcji "Quinzaine des réalisateurs"
- Skruszony, reż. Merzak Allouache

Nagroda FIPRESCI
- Konkurs główny:  We mgle, reż. Siergiej Łoźnica
- Sekcja "Un Certain Regard":  Bestie z południowych krain, reż. Benh Zeitlin
- Sekcja "Quinzaine des Réalisateurs":  Rengaine, reż. Rachid Djaïdani

Nagroda Jury Ekumenicznego
- Polowanie, reż. Thomas Vinterberg
  - Wyróżnienie:  Bestie z południowych krain, reż. Benh Zeitlin

Nagroda Vulcan dla artysty technicznego
- Charlotte Bruus Christensen za zdjęcia do filmu Polowanie

Nagroda Młodych
- Holy Motors, reż. Leos Carax

Nagroda im. François Chalais dla filmu propagującego znaczenie dziennikarstwa
- Boskie konie, reż. Nabil Ayouch

Queerowa Palma dla najlepszego filmu o tematyce LGBT
- Na zawsze Laurence, reż. Xavier Dolan

Nagroda Palm Dog dla najlepszego psiego występu na festiwalu
- Turyści, reż. Ben Wheatley